# Antifederalism
Antifederalism är en idé som till skillnad från federalism förespråkar enhetsstater. Antifederalistiska tankar fanns med vid grundandet av Amerikas förenta stater (USA) och Europeiska unionen (EU). 
Antifederalismens kritik riktar in sig på makt- och kompetens-förhållandet mellan centralmakten och delarna. Antifederalism inkluderar suveränism men kan inkludera republikanism. 
"Antifederalister" en felaktig benämning. Det påtvingades rörelsen av deras motståndare, federalisterna och det var tänkt att markera dem som män som "stod emot just de politiska idéer federalisterna omfamnade".